# Ani DiFranco
Ani DiFranco (* 23. září 1970 Buffalo jako Angela Maria Difranco) je americká písničkářka, držitelka ceny Grammy. Už ve svých devíti letech vystupovala po místních barech, kde hrála společně se svým učitelem na kytaru písně od Beatles. Když jí bylo 19, založila hudební vydavatelství Righteous Babe Records. Její texty jsou osobní výpovědí, často se dotýkají politických, feministických a válečných témat. Od začátku své hudební kariéry vydala už 19 desek. Je známou hlasatelkou ženských práv a feministickou aktivistkou. V roce 2007 vydala svou první dvoudiskovou kompilaci Canon, takže toto album lze považovat za jakési první „Greatest Hits“. Na sklonku září 2008 vyšlo album Red Letter Year.

## Diskografie
- 1990 – Ani DiFranco
- 1991 – Not So Soft
- 1992 – Imperfectly
- 1993 – Puddle Dive
- 1994 – Out of Range
- 1995 – Not a Pretty Girl
- 1996 – Dilate
- 1998 – Little Plastic Castle
- 1999 – Up Up Up Up Up Up
- 1999 – To the Teeth
- 2001 – Revelling/Reckoning
- 2003 – Evolve
- 2004 – Educated Guess
- 2005 – Knuckle Down
- 2006 – Reprieve
- 2007 – Canon (kompilace)
- 2008 – Red Letter Year
- 2012 – ¿Which Side Are You On?
- 2014 – Allergic To Water
- 2017 – Binary